# Galtby

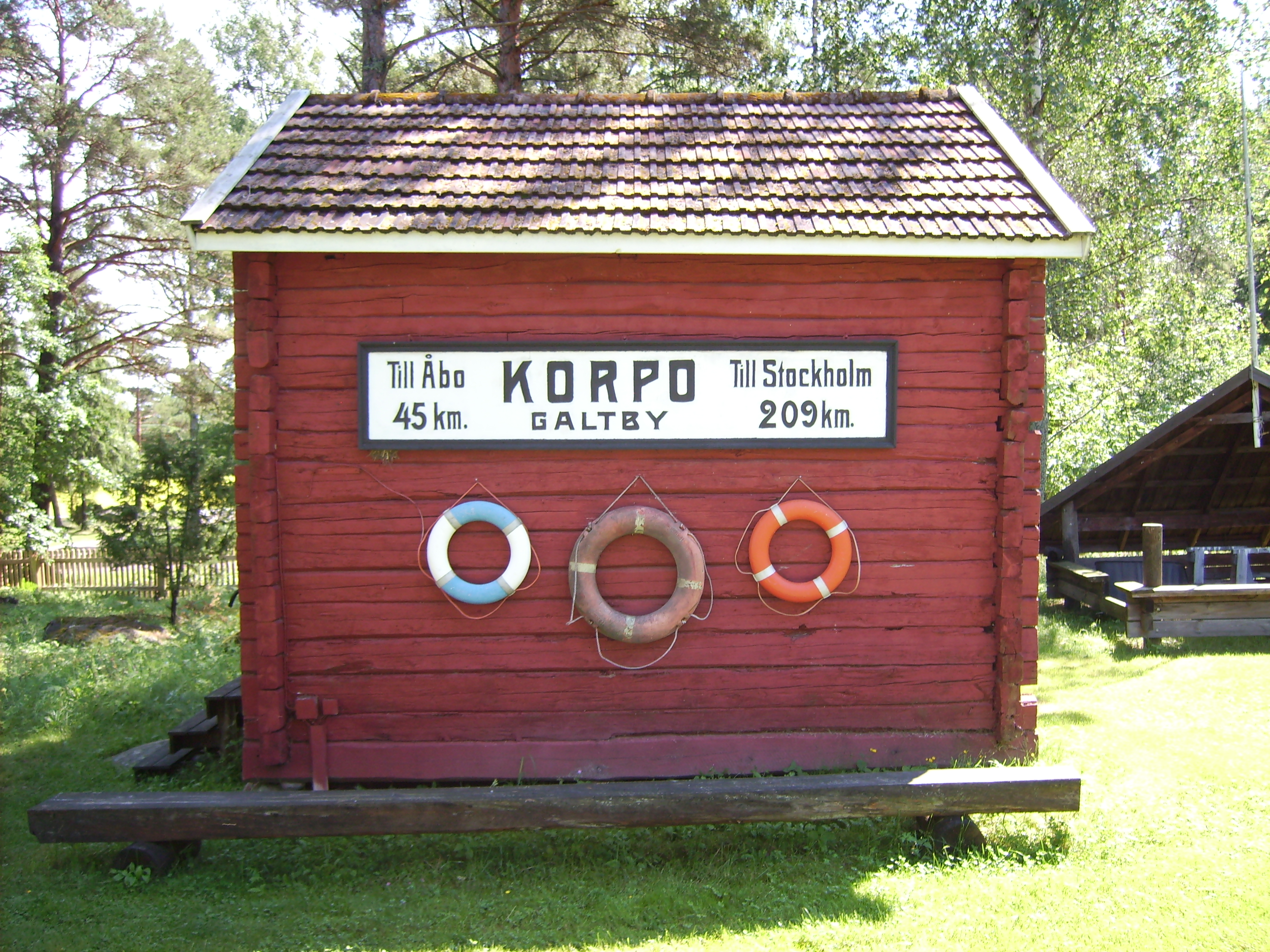
Tidig vägskylt från Galtby, numera på Korpo hembygdsmuseum.

Galtby är en by i Korpo i Pargas stad i landskapet Egentliga Finland. 
Byn som ligger cirka 3 kilometer norr om kyrkbyn i Korpo är mest känd för sin färjehamn. Viking Line startade 1959 sin bilfärjetrafik därifrån till Åland och Gräddö i Sverige, men redan 1962 flyttade man sin avresehamn i Finland till Pargas, närmare fastlandet. Numera trafikerar Ålandstrafiken Galtby med bilfärjor som för passagerare till bland annat Kökar, Överö och Långnäs. Från Galtby finns även färjeförbindelse till Norrskata och Houtskär för de resenärer som vill använda sig av Skärgårdsvägen till och från Åbo. Den trafikerar ett tiotal turer om dagen vintertid, och tämligen kontinuerligt dagtid under högsäsong. Överfarten tar cirka en halvtimme.